# 誘電体
誘電体（ゆうでんたい、英: dielectric）とは、導電性よりも誘電性が優位な物質である。広いバンドギャップを有し､直流電圧に対しては電気を通さない絶縁体としてふるまう。身近に見られる誘電体の例として、多くのプラスチック、セラミックス、雲母（マイカ）、油などがある。
誘電体は電子機器の絶縁材料､コンデンサの電極間挿入材料､半導体素子のゲート絶縁膜などに用いられている。また、高い誘電率を有することは光学材料として極めて重要であり、光ファイバー、レンズの光学コーティング､非線形光学素子などに用いられている。

## 誘電分極
誘電分極 を参照

## 誘電分散
誘電率は電界の周波数に依存する。これを誘電分散と呼ぶ。
空間電荷分極と配向分極は緩和型、イオン分極と電子分極は共鳴型の誘電分散を示す。

## 誘電緩和
誘電緩和とは、物質の誘電率の瞬間的な遅れのこと。
通常これは誘電媒質（コンデンサ内部や２つの大きな導体表面間など）の変動電場による分子分極の遅れによって起こる。
変動電場による誘電緩和は、（インダクタや変圧器における）変動磁場によるヒステリシスと同様に考えることができる。
一般的に緩和は線形応答の遅れであるため、誘電緩和は期待された線形定常状態（平衡）誘電率について測定される。
物理学における誘電緩和は、誘電媒質の外部からの振動電場への緩和応答を意味する。
この緩和は誘電率の周波数依存性で記述され、理想系ではデバイ式で表される。
一方で、イオン分極や電子分極についての歪みは共鳴型または振動子型のふるまいを示す。
歪み過程の特性は、試料の構造・組成・環境に依存する。

### デバイ緩和
デバイ緩和とは、外部電場が与えられたときの理想的な相互作用のない双極子集団の誘電緩和応答である。
場の周波数ωを変数とした複素誘電率εで表される。
{\displaystyle {\hat {\varepsilon }}(\omega )=\varepsilon _{\infty }+{\frac {\Delta \varepsilon }{1+i\omega \tau }}}
ここでε∞高周波上限での誘電率、Δε = εs − ε∞、εsは静的な低周波誘電率、τは媒質の緩和時間である。
この緩和モデルは物理学者ピーター・デバイによって1913年に導出された。

### デバイ式の他の表式
- コール・コール式
誘電ロスピークが対称的であるときに用いられる。
- コール・ダビッドソン式
誘電ロスピークが非対称的であるときに用いられる。
- Havriliak–Negamiの関係
対称的であるときも非対称であるときも考慮されている。
- Kohlrausch–Williams–Watts関数（引き延ばされた指数関数のフーリエ変換）

## 誘電体の分類

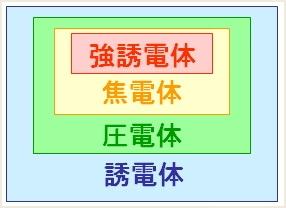
誘電体の分類とその関係

誘電体には最も基本的な常誘電体および圧電体・焦電体・強誘電体の全4種類に分類され、以下のような性質を示す。なお、強誘電体はこれら全ての特徴を兼ね備え、焦電体は圧電体・常誘電体の性質も示すなど、右の図のような関係にある。

### 常誘電体
強誘電体以外の誘電体のことをいう。

### 圧電体
応力を加えることにより分極（および電圧）が生じる誘電体を圧電体と呼ぶ。
また、逆に電圧を印加することで応力および変形が生じる。これらの性質は圧電性と呼ばれ、ソナーなどに利用されている。

### 焦電体
圧電体のうち、外から電界を与えなくても自発的な分極を有しているものを特に焦電体と呼ぶ。微小な温度変化に応じて誘電分極（およびそれによる起電力）が生じる性質が名称の由来である。この性質は赤外線センサなどに応用されている。

### 強誘電体
焦電体のうち、これを外部からの電界によって方向を反転させることのできるものを特に強誘電体と呼ぶ。
強誘電体の特徴として、分極が外部電場に対するヒステリシス特性を有することが挙げられる。この特性は不揮発性メモリの1種であるFeRAMに応用されている。

## 高誘電率材料と低誘電率材料
半導体素子の微細化、低消費電力化のために、トランジスタのゲート絶縁膜を薄膜化し、静電容量を大きくすることで高性能化を計ってきたが、量子力学的なトンネル効果等によるリーク電流の増大を招き、デバイスの信頼性を著しく低下させている。薄膜化に代わる静電容量を増大させる方法として、ゲート絶縁膜を従来の誘電率が低いSiO2系材料から高誘電率絶縁膜（High-κ絶縁膜）にする必要性が高まってきている。有望な高誘電率絶縁膜としてHfO2系材料などが挙げられる。
同時に半導体素子の微細化は、多層配線間でコンデンサ容量（寄生容量）を形成してしまい、これによる配線遅延が問題になってきている。寄生容量を低減させるために層間絶縁膜を低誘電率絶縁膜（Low-κ絶縁膜）にする必要性が高まってきている。有望な低誘電率絶縁膜としてSiOF（酸化シリコンにフッ素を添加したもの）、SiOC（酸化シリコンに炭素を添加したもの）、有機ポリマー系の材料などがある。